# Zaluzianskya natalensis
Zaluzianskya natalensis är en flenörtsväxtart som beskrevs av Johann Jakob Bernhardi. Zaluzianskya natalensis ingår i släktet Zaluzianskya och familjen flenörtsväxter. Inga underarter finns listade i Catalogue of Life.